# Diócesis de Maralal
La diócesis de Maralal (en latín: Dioecesis Maralalensis, en inglés: Roman Catholic Diocese of Maralal y en suajili: Jimbo Katoliki la Maralal) es una circunscripción eclesiástica de la Iglesia católica en Kenia. Se trata de una diócesis latina, sufragánea de la arquidiócesis de Nyeri. Desde el 20 de julio de 2022 su obispo es Hieronymus Joya, de los Misioneros de la Consolata.

## Territorio y organización
La diócesis tiene 20 809 km² y extiende su jurisdicción sobre los fieles católicos de rito latino residentes en el condado de Samburu en la exprovincia del Valle del Rift.
La sede de la diócesis se encuentra en la ciudad de Maralal, en donde se halla la Catedral de San Pedro y San Pablo.
En 2019 en la diócesis existían 14 parroquias agrupadas en 3 decanatos: Maralal, Baragoi y Wamba.

## Historia
La diócesis fue erigida el 15 de junio de 2001 con la bula Ad Plenius del papa Juan Pablo II, obteniendo el territorio de la diócesis de Marsabit.
El 30 de septiembre de 2006 en la diócesis de Maralal, el joven James Lomulen Kayanda fue ordenado sacerdote por el obispo Pante, el primer jesuita del mundo procedente de una tribu nómada, la de los turkana de Kenia.

## Estadísticas
Según el Anuario Pontificio 2020 la diócesis tenía a fines de 2019 un total de 83 760 fieles bautizados.
| Año                                                                             | Población            | Población | Población      | Sacerdotes | Sacerdotes    | Sacerdotes    | Bautizados por sacerdote | Diáconos permanentes | Religiosos | Religiosos | Parroquias |
| Año                                                                             | Bautizados católicos | Total     | % de católicos | Total      | Clero secular | Clero regular | Bautizados por sacerdote | Diáconos permanentes | Varones    | Mujeres    | Parroquias |
| ------------------------------------------------------------------------------- | -------------------- | --------- | -------------- | ---------- | ------------- | ------------- | ------------------------ | -------------------- | ---------- | ---------- | ---------- |
| 2001                                                                            | 29 000               | 143 547   | 20.2           | 31         | 10            | 21            | 935                      |                      | 25         | 52         | 12         |
| 2002                                                                            | 30 000               | 150 000   | 20.0           | 30         | 10            | 20            | 1000                     |                      | 20         | 55         | 12         |
| 2003                                                                            | 30 773               | 155 113   | 19.8           | 31         | 11            | 20            | 992                      |                      | 21         | 55         | 12         |
| 2004                                                                            | 32 498               | 160 000   | 20.3           | 34         | 15            | 19            | 955                      |                      | 20         | 51         | 12         |
| 2013                                                                            | 69 260               | 242 000   | 28.6           | 30         | 14            | 16            | 2308                     |                      | 17         | 45         | 14         |
| 2016                                                                            | 76 797               | 255 000   | 30.1           | 32         | 19            | 13            | 2399                     |                      | 13         | 45         | 14         |
| 2019                                                                            | 83 760               | 274 450   | 30.5           | 18         | 18            |               | 4653                     |                      |            | 48         | 14         |
| Fuente: Catholic-Hierarchy, que a su vez toma los datos del Anuario Pontificio. |                      |           |                |            |               |               |                          |                      |            |            |            |

## Episcopologio
- Virgilio Pante, I.M.C. (15 de junio de 2001[3] -20 de julio de 2022 retirado)
- Hieronymus Joya, I.M.C., desde el 20 de julio de 2022